# Càrmides d'Atenes
|  | Per a altres significats, vegeu «Càrmides (desambiguació)». |

Càrmides (Charmides, Kharmídes Χαρμίδης) fou un home d'estat atenenc, fill de Glaucó, cosí de Críties i oncle matern de Plató, que el converteix en un dels protagonistes del diàleg Càrmides que porta el seu nom, i el situa de molt jove a l'inici de la guerra del Peloponès. En aquest diàleg es diu que era un jove amable i molt bell.
Apareix de nou al diàleg de Protàgores, situat a la casa de Càl·lies, fill d'Hipònic. Segons Xenofont era favorit de Sòcrates i va participar en la vida pública que progressivament va abandonar. L'any 404 aC era membre del govern dels Deu que va substituir als Trenta Tirans, i va morir lluitant contra Trasibul d'Atenes a la batalla de Muníquia aquell mateix any.